# Brüsenhagen-Berg
Brüsenhagen-Berg ist ein Wohnplatz im Ortsteil Vehlow der Gemeinde Gumtow im Landkreis Prignitz in Brandenburg.

## Geografie
Der Ort liegt zwei Kilometer westnordwestlich von Vehlow. Die Nachbarorte sind Kolrep im Norden, Kreuzkrug im Nordosten, Vehlow im Osten, Demerthin im Süden, Ausbau, Heinzhof und Bärensprung im Südwesten sowie Kolrep Ausbau und Dannenwalde im Nordwesten.